# Chresiona invalida
Chresiona invalida är en spindelart som först beskrevs av Simon 1898.  Chresiona invalida ingår i släktet Chresiona och familjen mörkerspindlar. Inga underarter finns listade i Catalogue of Life.